# جين مارجين
جين مارغين (24 فبراير 1931 - 15 فبراير 2012) هو متخصص في الدراسات اليهودية والعبرية (عبراني) فرنسي. وهو معروف بدراساته السامية والسامرية.

## حياته
حصل مارجين على درجة الدكتوراه في الآداب عام 1988 من خلال أطروحته بعنوان «Les particules dans le Targum samaritain de Genèse-Exode: jalons pour une histoire de l'araméen samaritain» في جامعة باريس الثالثة. كان مديرًا للبحوث في المركز الوطني الفرنسي للبحث العلمي (CNRS) ورئيسًا لجلسات اللغات الكتابية (في عام 1988). كما شغل منصب مدير الدراسات في المدرسة التطبيقية للدراسات العليا (EPHE)، ورئيس فقه اللغة التوراتية والترغومية، من 1991 إلى 1996.